# Lijst van beelden in Enkhuizen
Dit is een chronologische lijst van beelden in Enkhuizen.
Onder een beeld wordt hier verstaan elk driedimensionaal kunstwerk in de openbare ruimte van de Nederlandse gemeente Enkhuizen, waarbij beeld wordt gebruikt als verzamelbegrip voor sculpturen, standbeelden, installaties, gedenktekens en overige beeldhouwwerken.
Voor een volledig overzicht van de beschikbare afbeeldingen zie de categorie Beelden in Enkhuizen op Wikimedia Commons. Zie voor een overzicht van de gevelstenen in Enkhuizen de lijst van gevelstenen in Enkhuizen.
| Geplaatst | Omschrijving                                                  | Kunstenaar                                             | Straat                                          | Plaats     | Materiaal                                               | Afbeelding |
| --------- | ------------------------------------------------------------- | ------------------------------------------------------ | ----------------------------------------------- | ---------- | ------------------------------------------------------- | ---------- |
| 1540      | Stedemaagd                                                    |                                                        | Drommedaris                                     | Enkhuizen  |                                                         |            |
| 1949      | De Stedemaagd (oorlogsmonument)                               | Jan van Luijn                                          | Wilhelminaplantsoen                             | Enkhuizen  | euville                                                 |            |
| 1956      | Doopvont met beelden                                          |                                                        | Bij de Westerkerk                               | Enkhuizen  |                                                         |            |
| 1984      | Bernardus Paludanus                                           | John Bier                                              | Zuider Havendijk / Nieuwstraat                  | Enkhuizen  |                                                         |            |
| 1987      | Stedemaagd                                                    | Han Sterk                                              | Koepoort of Westerpoort                         | Enkhuizen  |                                                         |            |
| 1988      | Lucas Janszoon Waghenaer en Jan Huygen van Linschoten         | Sofie Hupkens                                          | Wagenaarstraat / Van Linschotenstraat           | Enkhuizen  | brons                                                   |            |
| 1991      | Paulus Potter en geit                                         | Jan van Velzen                                         | Havenweg, achter de Drommedaris                 | Enkhuizen  | brons                                                   |            |
| 1991      | Paulus Potter en geit                                         | Jan van Velzen                                         | Havenweg, achter de Drommedaris                 | Enkhuizen  | brons                                                   |            |
| 1991      | Gevelplastiek Sint-Franciscus Xaveriuskerk                    |                                                        | Westerstraat                                    | Enkhuizen  |                                                         |            |
| 1992      | De Poort                                                      | Valentijn van der Heide                                | Hoogstraat (achter het stadskantoor)            | Enkhuizen  | cortenstaal, roestvast staal, bladgoud, brons en stenen |            |
| 2005      | Indië-Monument                                                | Theo Stavenuiter (boek) en J. Brieffies (gedenkplaten) | Wilhelminaplantsoen                             | Enkhuizen  | graniet                                                 |            |
|           | Dikke vrouw (moeder en kind)                                  | Paul van Crimpen                                       | Zwaanstraat                                     | Enkhuizen  | brons                                                   |            |
|           | Growing head for a one eyed man                               | Michael Nyaskusvora                                    | Provinciale weg                                 | Enkhuizen  | speksteen                                               |            |
|           | Bird looking a good landing                                   | Edmore Sango                                           | Provinciale weg                                 | Enkhuizen  | speksteen                                               |            |
|           | Tobacco Leaf Head                                             | Edson Seda                                             | Provinciale weg                                 | Enkhuizen  | speksteen                                               |            |
|           | Listening Head                                                | Antony Makurirofa                                      | Provinciale weg                                 | Enkhuizen  | speksteen                                               |            |
|           | Sun Head                                                      | Davison Chatawa                                        | Provinciale weg                                 | Enkhuizen  | speksteen                                               |            |
|           | Oorkonde stadhuis                                             |                                                        | Breedstraat                                     | Enkhuizen  |                                                         |            |
|           | Gedicht van Joost van den Vondel                              |                                                        | Breedstraat                                     | Enkhuizen  |                                                         |            |
|           | Beelden op de gevel van het stadhuis met stadswapen Enkhuizen |                                                        | Breedstraat                                     | Enkhuizen  |                                                         |            |
|           | Poortje met beeldhouwwerk                                     |                                                        | Zuiderzeemuseum                                 | Enkhuizen  |                                                         |            |
|           | Engel met trompet                                             |                                                        | Zuiderzeemuseum                                 | Enkhuizen  |                                                         |            |
|           | Wapen van Medemblik                                           |                                                        | Zuiderzeemuseum                                 | Enkhuizen  |                                                         |            |
|           | Vrouwenfiguur (console)                                       |                                                        | Zuiderhavendijk                                 | Enkhuizen  |                                                         |            |
|           | Wapens Snouck van Loosen                                      |                                                        | Snouck van Loosenpark                           | Enkhuizen  |                                                         |            |
|           | Zonnewijzer                                                   |                                                        | Snouck van Loosenpark                           | Enkhuizen  |                                                         |            |
|           | Windvaan                                                      |                                                        | Snouck van Loosenpark                           | Enkhuizen  |                                                         |            |
|           | Zonder titel                                                  |                                                        | Noorderweg                                      | Enkhuizen  | steen                                                   |            |
|           | Zonder titel                                                  |                                                        | Oosterdijk                                      | Oosterdijk | staal                                                   |            |
|           |                                                               |                                                        | Sijbrandsplein                                  | Enkhuizen  |                                                         |            |
|           |                                                               |                                                        | Prinsengracht 9                                 | Enkhuizen  |                                                         |            |
|           | Kindermonument                                                |                                                        | Gemeentelijke begraafplaats, Prins Bernhardlaan | Enkhuizen  |                                                         |            |
|           | Togethernes (Leegte overwonnen door Verbondenheid)            | Chituwe Jemali                                         | Gemeentelijke begraafplaats, Prins Bernhardlaan | Enkhuizen  |                                                         |            |
|           | Gevelobject, metaalreliëf                                     | Herman Diederik Janzen                                 | Kuipersdijk 13                                  |            |                                                         |            |